# Paul Therstappen
Franz Paul Hubert Eustachius Therstappen (Rufname Paul, * 9. Juni 1872 in Breyell; † 26. November 1949 in Breyell) war ein deutscher Bibliothekar, Kulturhistoriker, Erzähler und Lyriker, der auch in südniederfränkischer Mundart schrieb.

## Leben
Paul Therstappen ist der Sohn von Franz Gerhard Terstappen (1842–1904) und Johanna Maria Moubis (1842–1916). Nach dem Besuch des Gymnasiums in Venlo und des Gymnasium Marianum in Warburg (Abitur 1893)  studierte er in Münster (1893, Geschichte, Kirchengeschichte), München (1894, Geschichte), Straßburg (1895, Geschichte) und Marburg (1896, Philologie). Ab 1898 promovierte er in Marburg über „Köln und die niederrheinischen Städte in ihrem Verhältnis zur Hanse in der 2. Hälfte der 15. Jahrhunderts“ (Doktorvater Goswin von der Ropp, Annahme der Dissertation 1900). Parallel dazu machte er von 1897 bis 1901 eine Ausbildung als Archivar.
1902–1904 war er Archivassistent in Königsberg (Preußen) (mit kurzer Unterbrechung in Breslau), 1904/05 arbeitete er an der Handelskammer Trier, 1907 bis 1919 beim Volksverein für das katholische Deutschland in Mönchengladbach (mit kriegsbedingter Unterbrechung 1916–1918). Nachdem er 1919 die Anstellung verloren hatte, versuchte er eine selbstständige Tätigkeit als Verleger, bewarb sich aber bereits auch als 1921 Stadtbibliothekar an den Volksbüchereien der Stadt Köln, die ihm 1921 eine Zusage machten. Von 1922 bis 1933 war er Vorstandsmitglied der Kölner Ortsgruppe der Deutschen Friedensgesellschaft, zudem verkehrte er im Umfeld des Sozialpolitikers Benedikt Schmittmann, hatte Kontakt zu Hanna Meuter und Paul Honigsheim. Dies ist auch die Hauptzeit seines historischen und literarischen Schaffens.
Am 15. Februar 1934 wurde er von den Nationalsozialisten auf Basis des Gesetzes zur Wiederherstellung des Berufsbeamtentums zwangspensioniert. Kurz nach seinem 70. Geburtstag verließ er Köln und kehrte in seinen Geburtsort zurück.
Paul Therstappen war verheiratet mit Magdalena Lambertz (1882–1979) und hatte mit ihr zwei Töchter.

## Werke (Auswahl)
- Köln und die niederrheinischen Städte in ihrem Verhältnis zur Hanse in der 2. Hälfte des 15. Jahrhunderts (Dissertation, 1901)
- Festschrift zu Ehren von Arnold Anton Goosens und seiner Schöpfung, der Firma Gebr. Goosens in Breyell, Niederrhein: 1797-1922 ; 1922
- Rhein-Psalm. Ein Festspiel zur Jahrtausendfeier der Rheinlande, 1925
- Eridanus. Rhein-Gedicht, 1930
- Der Strom Gottes. Eine Darbietung des Rhein-Mythus und des rheinisch-atlantischen Auftrags, 1932
- Amerika singe auch ich. Amerikanische Negerdichtung (mit Hanna Meuter), 1932, Neuausgabe 1959
- Legenden und Mären zwischen Rhein und Maas, 1946
- Die Zeit – zwischen Untergang und Aufgang, 1947
- Parzival der Deutsche, 1948
- Der Dom zur 700-Jahr-Feier (Gedichtauswahl), 1948

## Über Paul Therstappen
- Kölner Autoren-Lexikon 1750–2000, Band 1, Köln 2000
- Deutsches Literatur-Lexikon
- Deutsche Biographische Enzyklopädie
- Karl Rembert, Festschriften für Paul Therstappen zum 70. und 75. Geburtstag (mit Beiträgen von Alfons Paquet, Jakob Kneip, Ernst Thrasolt u. a.), 1942 und 1947
- Diverse Veröffentlichungen des Paul-Therstappen-Archivs (Hg. Hanna Meuter)
- Keith Spalding: Paul Therstappen’s poetry. A contribution to the cultural history of the Rhineland, 1950 (https://onlinelibrary.wiley.com/doi/pdf/10.1111/j.1468-0483.1949.tb01788.x online)
- Hanna Meuter, Paul Therstappen als niederrheinischer Mundartdichter, in: Die Heimat, Krefelder Jahrbuch 22 (1951), S. 9–13
- Hanna Meuter, Tod-Leben und die gr. Mutter-Idee im Lebenswerk Paul Therstappens, in: Die Heimat. Krefelder Jahrbuch 22 (1951) S. 169–176
- Hanna Meuter, Die Landschaftsverbundenheit in Paul Therstappen Leben und Werk, in: Die Heimat. Krefelder Jahrbuch 23 (1952), S. 3–12
- Berndt Goossens, Angela Wegers: Paul Therstappen und die letzten Kriegstage in Breyell, in: Heimatbuch Kreis Viersen Band 69, 2018, S. 197–213